# Carlos Ribeiro
Pour les articles homonymes, voir Ribeiro.
Carlos Ribeiro, de son nom complet Carlos Manuel Gonçalves Ribeiro, né le 4 novembre 1964 à Lisbonne, est un footballeur portugais qui évoluait au poste de défenseur. 

## Biographie
Formé au GDS Cascais et à Benfica, Carlos Ribeiro commence sa carrière professionnelle en 1983 avec le SC Salgueiros, où il dispute 25 matchs et marque 2 buts lors de sa première saison. Il rejoint ensuite l'Académica de Coimbra avant de signer au Benfica Lisbonne en 1985. Cependant, il ne dispute aucun match officiel avec le club lisboète,.
En 1986, il signe au CF Belenenses, où il joue pendant cinq saisons et devient un élément clé de la défense. Il remporte la Coupe du Portugal en 1989. Il dispute 84 matchs et inscrit 2 buts sous les couleurs du club de Lisbonne
Après son passage au Belenenses, il rejoint le SC Campomaiorense en 1991, où il joue deux saisons avant de terminer sa carrière professionnelle à l'Atlético CP lors de la saison 1994-95,.
Il joue également une année à l'Union sportive Saint-Georges-les-Ancizes en amateur en 1998-1999.

## Palmarès
CF Belenenses
- Coupe du Portugal :  
  - Vainqueur : 1988-89.